# キワ

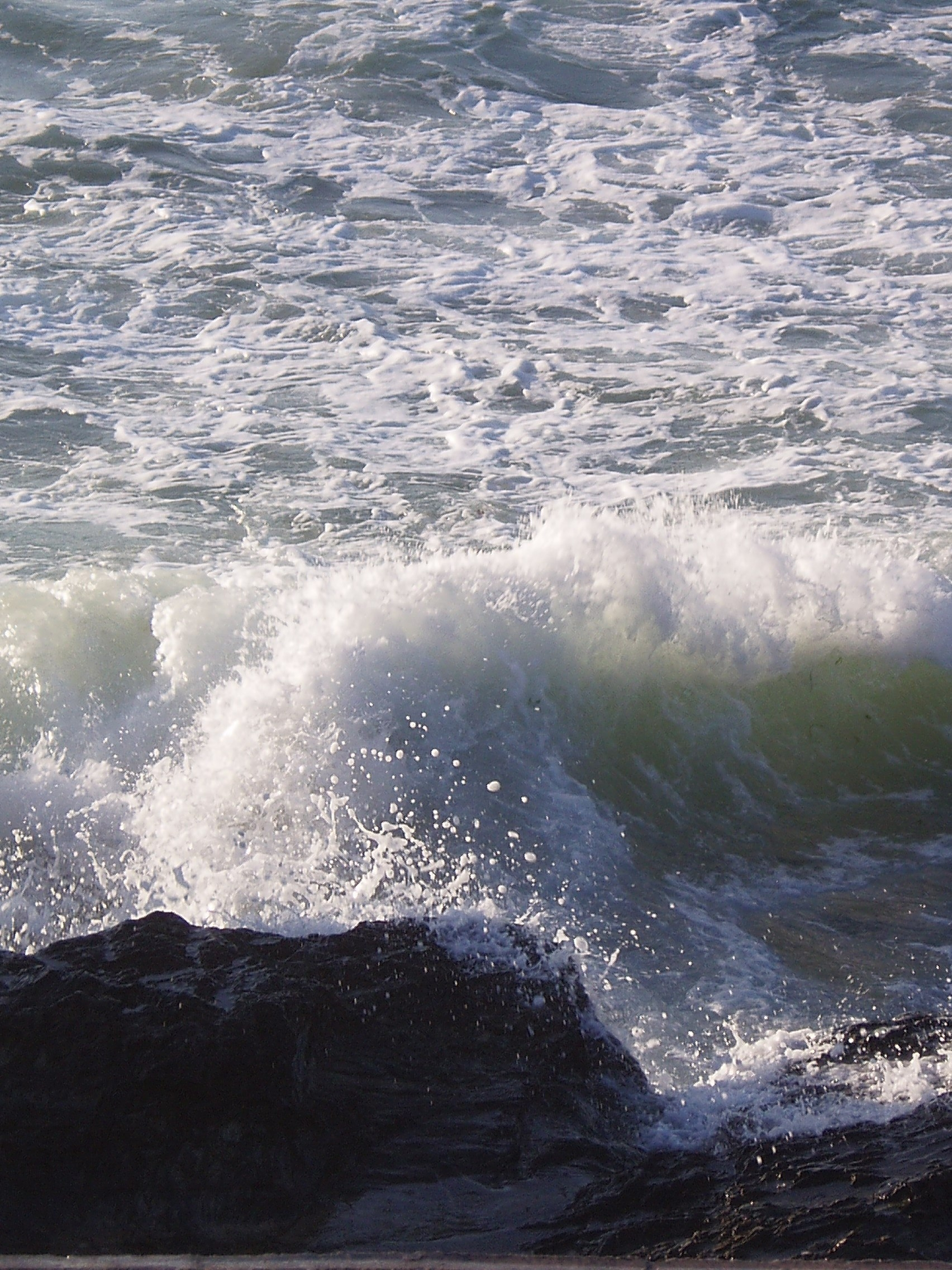
打ち寄せるヒネモアナの波

キワ (Kiwa) は、マオリ神話、特に、北島東海岸の神話に登場する、海の神（男神）である。

## 係累
キワは最初、川の女神パラフェヌアメア Parawhenuamea を妻とし、次に、海の女神ヒネモアナ hinemoana を妻とした。
ヒネモアナとの間に生まれた子供たちは、海洋生物の祖先となった。子供たちの構成は資料により異同するが、ある資料では以下のとおり：
1. ピピフラ Pipihura - ザルガイ科（貝）の祖先。
2. テ・ウル・カヒカヒカ Te Uru-kahikahika - ウナギ科・ヤツメウナギ科・タチウオ科の祖先。
3. ファレリム Wharerimu - 海草の祖先。
4. ヒネ・タピリティア Hine-tapiritia - カキ（貝）の祖先。
5. テ・ラエンガファ Te Raengawha - ウニの祖先。
6. テ・キリ・パカパカ Te Kiri-pakapaka - フエダイ科やホウボウ科の祖先。
7. ファトゥ・マオマオ Whatu-maomao - ヒラマサやオーストラリアサーモンの祖先。
8. テ・コフランギ Te Kohurangi
9. カプワイ Kapuwai
10. カイワハウェラ Kaiwahawera - タコの祖先。

## 命名
マオリ語で太平洋を「テ・モアナ・ヌイ・ア・キワ」（Te Moana nui a Kiwa) すなわち「キワの大 (nui) 海 (Moana)」と呼ぶ。